# Playground Games
Playground Games è un'azienda inglese dedita allo sviluppo di videogiochi con sede nella città di Leamington, fondata nel 2010 da Gavin Raeburn, Ralph Fulton e Trevor Williams; fa parte del gruppo Microsoft Game Studios.
L'azienda è principalmente conosciuta per aver realizzato tutti i capitoli della serie Forza Horizon.

## Storia
Lo studio è nato nel 2010 da ex dipendenti di altri studi britannici, quali Codemasters, Bizarre Creations, Criterion Games, Ubisoft Reflections, Slightly Mad Studios, Black Rock Studio, Juice Games, SCE Studio Liverpool e molti altri che erano noti per la loro esperienza nello sviluppo di videogiochi di guida. Durante il Microsoft Showcase del 2012 in California, Playground Games ha annunciato il loro primo progetto, Forza Horizon, sviluppato in collaborazione con Turn 10. Il gioco è stato pubblicato da Microsoft Studios per la console Xbox 360 il 23 ottobre 2012.
Il 30 settembre 2014 lo studio ha pubblicato Forza Horizon 2 per entrambe le console Microsoft (Xbox 360 e Xbox One), accolto da ottime recensioni, a cui seguì Forza Horizon 3, esclusivamente per Xbox One e computer Windows 10 il 27 settembre 2016. Il terzo capitolo ha ricevuto una media voto di 91 sul sito Metacritic rendendolo l'esclusiva console Xbox One con il punteggio più alto fino a quel momento.
In un'intervista con il portale Gamesindustry di febbraio 2017 sono stati resi noti i piani per l'apertura di un nuovo studio, che si dovrebbe focalizzare su un nuovo progetto di un videogioco open world, questa volta però non a tema automobilistico. A novembre 2017 è stato annunciato lo sviluppo di un gioco di ruolo open world, con Sean Eyestone in qualità di Direttore di Produzione, oltre a Will Kennedy, Chief Designer, and Juan Fernández de Simón come principali designer. Ci si attende che con in nuovi sviluppi entrambi gli studi possano superare i 200 dipendenti.
Durante l'E3 2018, Microsoft ha annunciato l'acquisizione di Playground Games. Allo stesso tempo, Microsoft ha altresì annunciato sia lo sviluppo di Forza Horizon 4, che venne distribuito il 2 ottobre 2018, sia un nuovo progetto ancora senza nome. Per il quarto capitolo della serie automobilistica le recensioni furono molto positive, tanto che con la media voto di 92 sul sito Metacritic riuscì a superare il voto del prequel.
Il 23 luglio 2020 all'Xbox Game Showcase è stato annunciato che Playground è al lavoro su un nuovo capitolo di Fable per Xbox Series X e Windows 10.

## Videogiochi
| Nome                            | Piattaforma/e                           | Anno              |
| ------------------------------- | --------------------------------------- | ----------------- |
| Forza Horizon                   | Xbox 360                                | 26 ottobre 2012   |
| Forza Horizon 2                 | Xbox One                                | 3 ottobre 2014    |
| Forza Horizon 2: Fast & Furious | Xbox One                                | 27 marzo 2015     |
| Forza Horizon 3                 | Xbox One, Windows                       | 27 settembre 2016 |
| Forza Horizon 4                 | Xbox One, Windows                       | 2 ottobre 2018    |
| Forza Horizon 5                 | Xbox Series X/S, Playstation 5, Windows | 9 novembre 2021   |
| Fable                           | Xbox Series X/S                         | 2026              |